# Devil May Cry (поредица)
Devil May Cry (デビル メイ クライ, буквален превод: „Дяволът може да плаче“) е поредица от пет видеоигри разработени от Capcom и създадени от Хидеки Камия. Първоначалните намерения са играта да бъде продължение на поредицата Resident Evil, но радикалните разлики в стила водят до отделяне като самостоятелна поредица. Devil May Cry е сочена за основоположник на поджанра 3D хак-енд-слаш игри, последвана от поредиците Ninja Gaiden, Shinobi и God of War. Сюжетът се развива около Данте, чиято цел е да отмъсти за убийството на майка си посредством изтребване на демони. Геймплейът се състои от тежки бойни сцени, в които героят трябва да се старае да изпълни продължителни поредици от атаки като в същия момент избягва ударите на противника, за постигане на стилизирана бойна сцена. За оценяване на представянето на играта се вземат се предвид времето и броя предметите събрани и използвани по време на боевете.

## Игри от поредицата
Devil May Cry

Devil May Cry 2

Devil May Cry 3

Devil May Cry 4

Devil May Cry HD Collection

DmC: Devil May Cry

Devil May Cry 5

Devil May Cry: Peak of Combat